# Antigny, Vendée

Antigny este o comună în departamentul Vendée, Franța. În 2009 avea o populație de 1,015 de locuitori.